# Катинка Хосу
Катинка Хосу (на унгарски: Katinka Hosszú) е унгарска състезателка по плуване, трикратна олимпийска шампионка.

## Биография
Родена е в Печ, Унгария на 3 май 1989 г.. Наричана е „Желязната лейди“ заради многото дисциплини, в които участва, и рекордите, които подобрява.
Участва в състезанията по плуване на летните олимпийски игри в Атина през 2004 г., когато е 15-годишна, където завършва 31-ва на 200 метра свободен стил. На състезанията по плуване на следващите олимпийски игри, в Пекин през 2008 г., завършва 17-а на 200 метра съчетано плуване и 12-а на 400 метра съчетано плуване. През 2012 г., на състезанията по плуване на олимпийските игри в Лондон завършва на 9-о място с щафетата на Унгария на 4 × 200 метра свободен стил, 9-а на 200 метра бътерфлай, 8-а на 200 метра съчетано плуване и 4-та на 400 метра съчетано плуване.
През август 2013 г. Хосу поставя световни рекорди на 100 метра съчетано плуване и 200 метра съчетано плуване в 25-метров басейн, съответно с 2:03.20 минути и 57.50 секунди.
По-късно същата година поставя световен рекорд на 400 метра съчетано плуване в 25-метров басейн, с резултат от 4:20.85 минути, по време на състезание от Световната купа по плуване в Берлин. През август 2014 г. Хосу го подобрява по време на състезание от Световната купа по плуване в Доха с резултат от 4:20.83 минути. Там Хосу подобрява и рекордите на 100 m и 200 m съчетано плуване. 
На летните олимпийски игри в Рио де Жанейро през 2016 г. Хосу печели златните медали на 400 метра съчетано плуване с нов световен рекорд от 4:26.36 минути и 100 метра гръб, където не е сочена за фаворитка, с време 58.45 секунди. На 9 август печели трети олимпийски златен медал на 200 метра съчетано плуване и поставя нов олимпийски рекорд.